# Derk Snoep

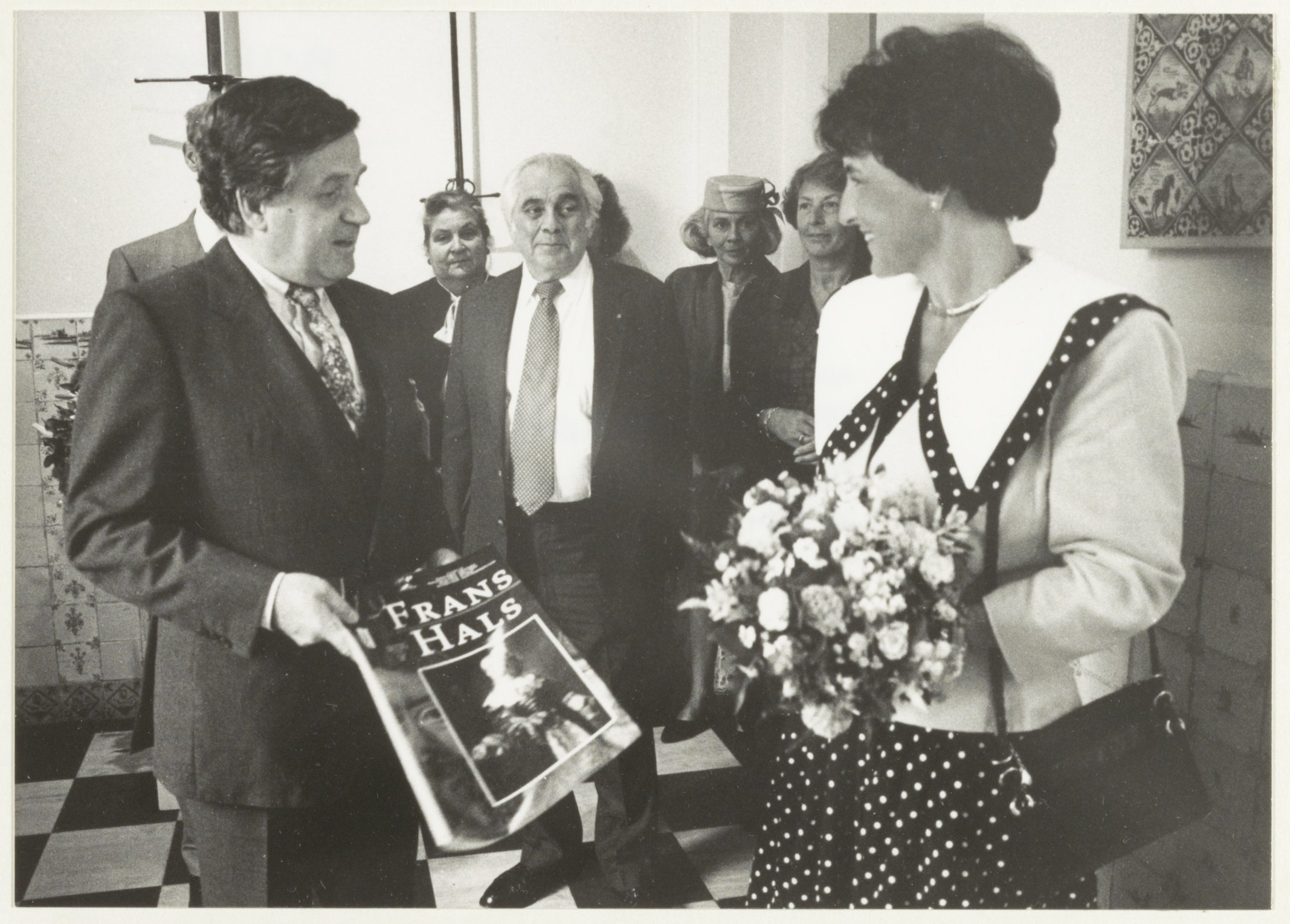
Bezoek van prinses Margriet aan het Frans Hals Museum in 1990. Links directeur Derk Snoep.

Derk Persant Snoep (Bloemendaal, 9 april 1935 - Haarlem, 27 oktober 2005) was een Nederlands kunsthistoricus. Hij was van 1983 tot 2000 directeur van het Frans Hals Museum te Haarlem.

## Leven en werk
Hij was een zoon van Jan Persant Snoep en Nanny Binger. Zijn grootvader was Maurits Binger (1868-1923); oprichter en regisseur van de Haarlemse Filmfabriek Hollandia. 
Nadat Derk Snoep bij Lloyd in Rotterdam had gewerkt, ging hij in 1957 kunstgeschiedenis studeren aan de Rijksuniversiteit te Utrecht. In 1971 werd hij conservator bij het Centraal Museum in Utrecht. In 1975 promoveerde hij bij Jan Gerrit van Gelder in Utrecht op de dissertatie Praal en propaganda - Triumfalia in de Noordelijke Nederlanden in de 16de en 17de eeuw. Daarna werkte Snoep zeven jaar als wetenschappelijk medewerker bij het eveneens in Utrecht gevestigde Centrum voor Voortgezet Kunsthistorisch Onderzoek.
In 1983 volgde hij Dick Couvée op als directeur van het Frans Hals Museum in Haarlem. Tot de tentoonstellingen die onder zijn leiding tot stand kwamen behoorden Portretten van Echt en Trouw (1986), Schutters in Holland (1988), Frans Hals (1990), Judith Leijster (1993) en Trots van Haarlem (1995). In het najaar van 2000 was er voor Derk Snoep de afscheidstentoonstelling Kinderen op hun mooist die 300.000 gulden (ruim 136.000 euro) opleverde. Zijn opvolger was Karel Schampers, afkomstig van het Rotterdamse Museum Boijmans Van Beuningen. 
In 2005 overleed Snoep, na geruime tijd ziek te zijn geweest, in zijn woonplaats Haarlem op 70-jarige leeftijd, ruim een week na zijn tweelingbroer Wim.